# 士乃
士乃是马来西亚柔佛州古来县的一个市镇和巫金，位于新山西北25公里处。士乃除了是士乃國際機場所在处之外，其高科技园也吸引电器、食品、石油、机床及金属五大领域的制造业进驻，是几家跨國製造商的生產基地，也是马来西亚依斯干达经济特区的五大旗舰区之一。

## 名称来源
士乃这个名称起源于当地的士乃树。于20世纪初，士乃树在当地繁衍生息，该地因而取名士乃。

## 人口
士乃政区的总人口为67,440人，种族包括华人、马来人和印度人三大民族。华人以客家人居多。

## 地理
士乃镇距离古来以南8公里和士姑来以北8公里，地處士姑來快速公路（Skudai Highway），为马来西亚联邦1号公路的一部分，連接新山與吉隆坡。

## 建筑

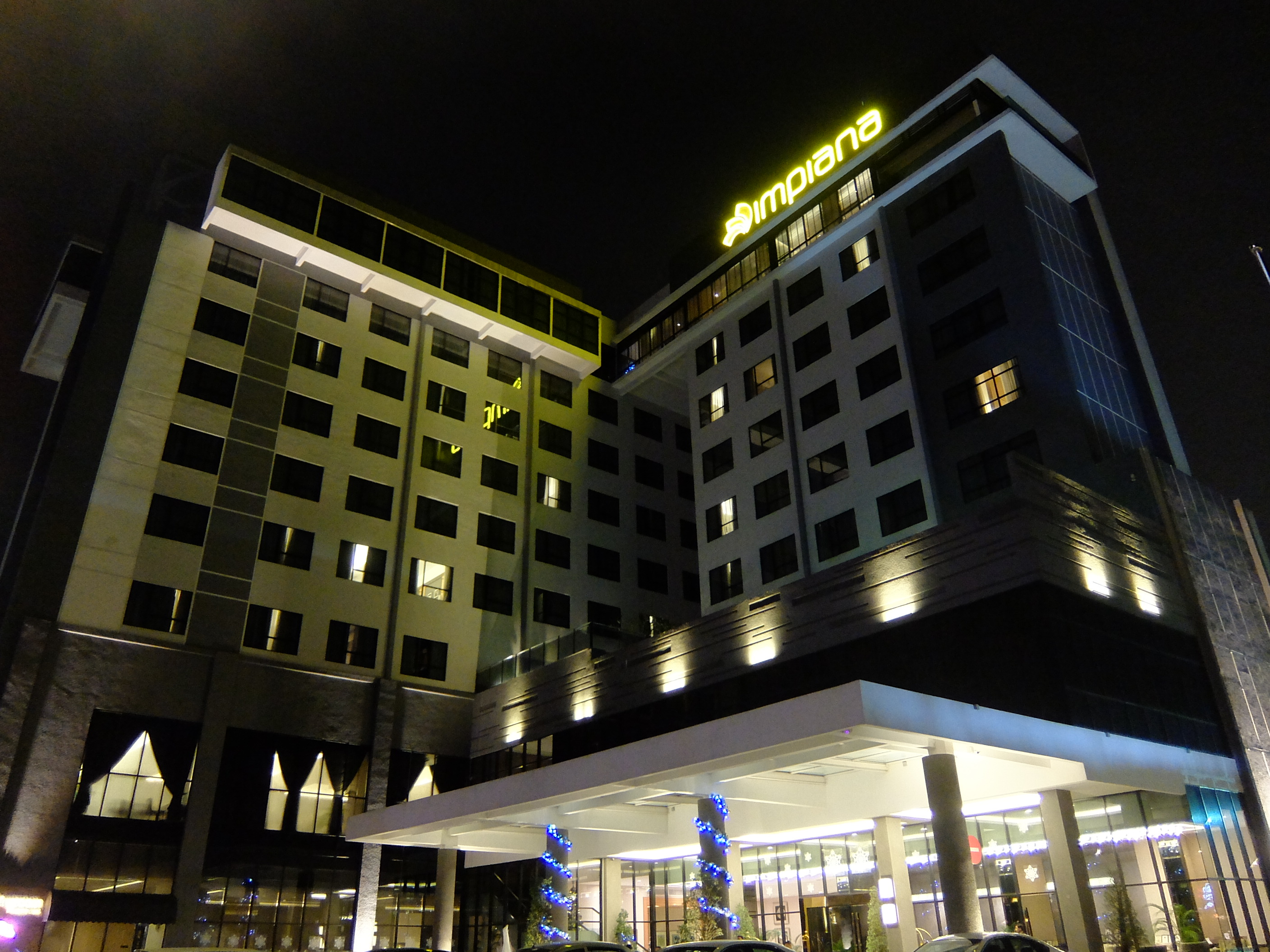
士乃酒店大厦群

士乃的建筑业历史悠久，沿着主要道路有二战前的店屋，并以河流为界线，分为上街和下街。 在20世纪40年代末至50年代初，战后马来亚紧急状态期间，士乃亦分阶段推行发展新村政策。到了20世纪80年代，随着士乃国际机场的建设，当地经济发展加速，人口大幅增加，直接促进了屋业和基础建设的扩展。

## 教育
士乃有三所华文小学，即士乃华文小学（SJK (C) Senai）、沙令华文小学（SJK (C) Saleng）和泗隆华文小学（SJK (C) Seelong）。另有两所国民小学，即士乃国小和大马花园国小，以及一所士乃国民中学（SMK Senai）。

## 旅游景点

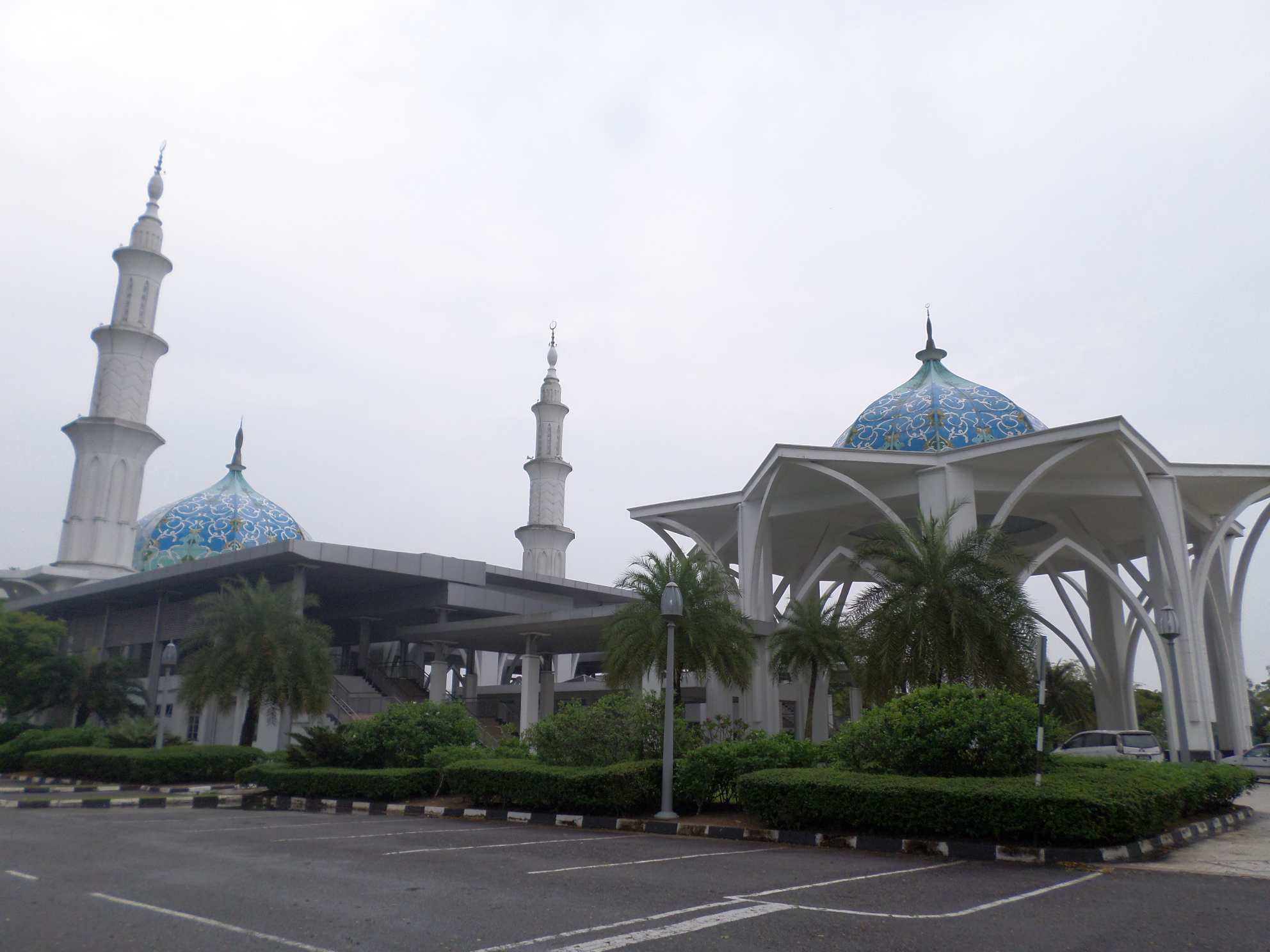
士乃机场清真寺

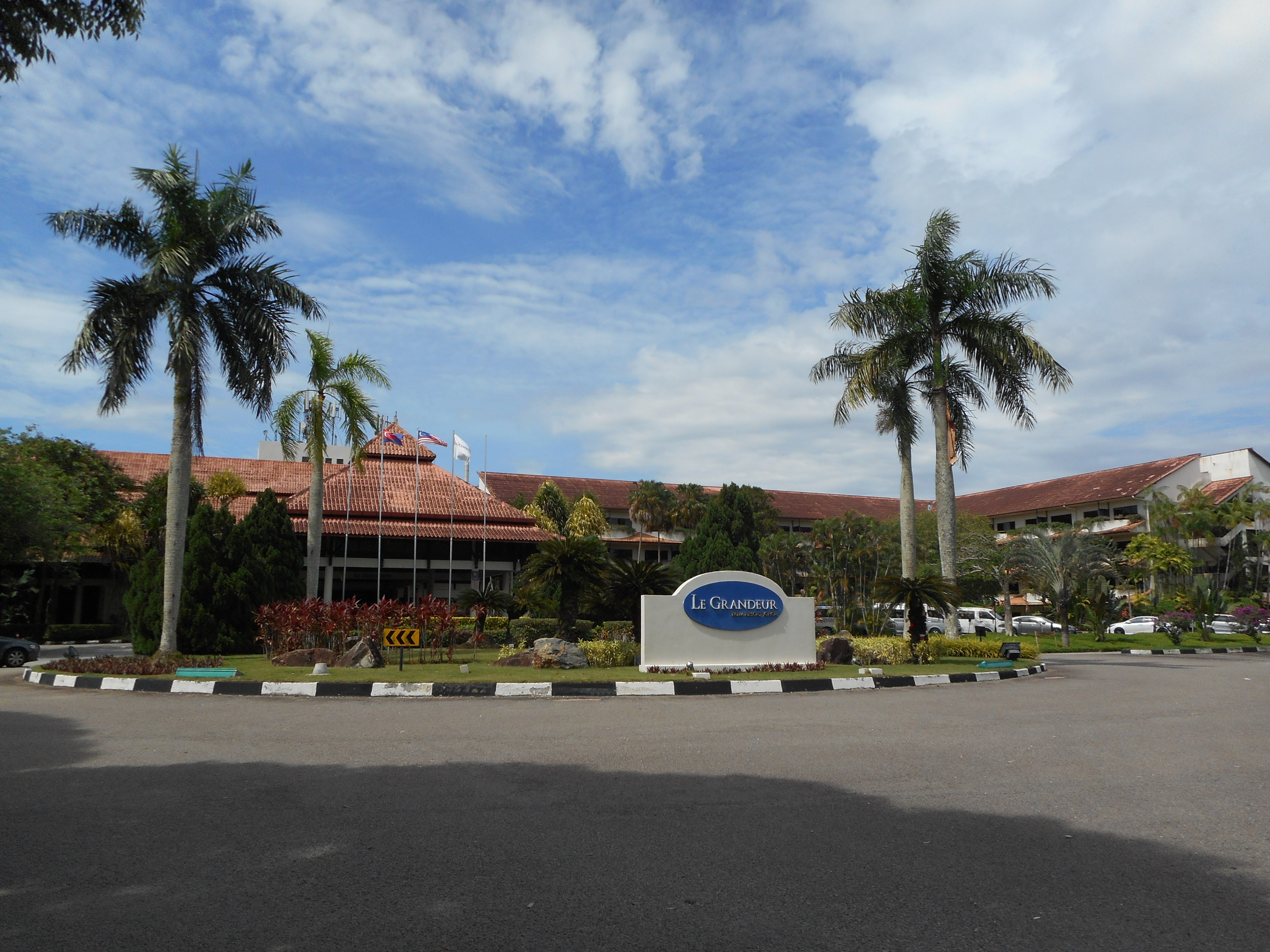
士乃棕榈度假村&高尔夫球俱乐部

在士乃大马花园（Taman Senai Utama），来自金龙饭店的琵琶鸭是士乃必吃的美食，其外皮脆、肉质香，加上祖传秘方的酱汁，让顾客赞不绝口。
在位于大吉花园的士乃机场路，当地Econsave后的工业园员工必选午餐好去处之一的泉记烧腊店，于每周三晚上6点到10点有夜市场（当地称为pasar malam）以低价出售各种当地美食、土产和服饰等。 此外，在士乃乌达玛花园，除了周一，每星期有六天早市售卖新鲜蔬菜、肉类和美味糕点。

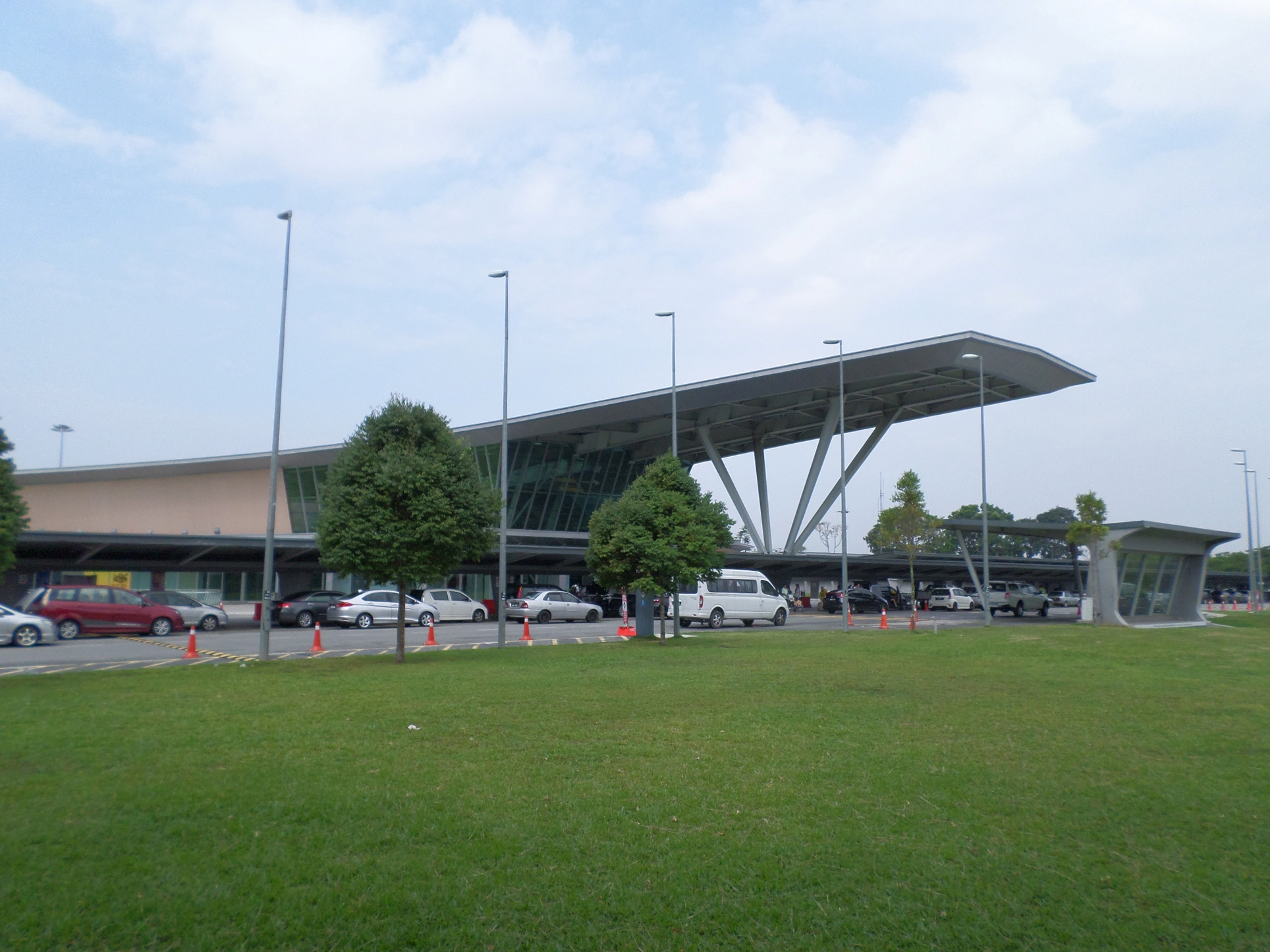
士乃国际机场

## 交通

### 航空
士乃镇拥有士乃國際機場，对于客运和货运极为方便。该机场直飞的国际航线有印尼日惹、泗水、万隆，泰国曼谷和合艾，以及越南胡志明市等城市。于2016年，士乃国际机场增加直飞中国广州新航线。

### 公路
该镇位于士姑来快速公路沿线，为联邦1号公路的一部分，连接柔佛州新山和吉隆坡首都。来往士乃和新山的公共巴士服务包括TransitLink、Causeway Link、Triton、Maju和S&S。

## 备注
1. ↑  由树名“Sinai”演变成市镇名称“Senai”。